# 希科里普萊恩鎮區 (阿肯色州普雷里縣)
希科里普萊恩鎮區（英語：Hickory Plain Township）是位於美國阿肯色州普雷里縣的一個行政鎮區。

## 地方資料
希科里普萊恩鎮區的面積為146.40平方千米，當中陸地面積為143.05平方千米，而水域面積為3.35平方千米。根據2010年美國人口普查的數據，當地共有人口616人，而人口密度為每平方千米4.21人。